# Phoebe (Schiff, 1940)
Die HMS Phoebe war ein britischer Flugabwehrkreuzer der Dido-Klasse. Das Schiff war die dritte Einheit dieser Klasse und wurde am 2. September 1936 bei Fairfield Shipbuilders im schottischen Glasgow auf Kiel gelegt. Der Kreuzer war benannt nach der Titanin Phoibe und das fünfte Schiff in der Royal Navy, das auf diesen Namen getauft wurde. Nach dem Stapellauf am 25. März 1939 wurde der Kreuzer am 30. September 1940 in Dienst gestellt.

## Bewaffnung und Besonderheiten
Wie alle Einheiten der Dido-Klasse sollte auch die Phoebe mit einer aus zehn 13,3-cm-Geschützen bestehenden Hauptbewaffnung versehen werden. Wegen Produktionsengpässen wurde die Phoebe jedoch nur mit acht 13,3-cm-Geschützen in vier Doppeltürmen fertiggestellt. Auf der Turmposition direkt vor der Kommandobrücke wurde stattdessen ein älteres 10,2-cm-Geschütz installiert (dieses wurde allerdings 1942 wieder von Bord gegeben und durch einen 40-mm-Flakvierling ersetzt). Die leichte und mittlere Flak umfasste zunächst (1940) acht 40-mm-Kanonen (in vier Doppellafetten) und acht 12,7-mm-Maschinengewehre. Bis Anfang April 1944 wurde die Flak bei mehreren Werftaufenthalten nach und nach auf zwölf 40-mm-Flak (in drei Vierlingslafetten) und 16 20-mm-Kanonen (in sechs Zwillings- und vier Einzellafetten) verstärkt. Die 12,7-mm-Maschinengewehre wurden 1942 von Bord gegeben. Zudem wurden mehrere verschiedene Radargeräte auf dem Kreuzer, der ab April 1944 als Jägerleitschiff eingesetzt wurde, installiert, so unter anderem ein Typ-281-Radar (Luftwarngerät mit 220 Kilometern Reichweite) und ein 600-MHz-Typ-285-Radar (Feuerleitung der schweren 13,3-cm-Geschütze gegen Luftziele bis etwa 16 Kilometer Entfernung).
Da die Kreuzer dieser Klasse für die Flugabwehr und die Eskorte der Flotte vorgesehen waren, gab es an Bord keine Einrichtungen für ein Bordflugzeug. Die Masse des Panzerschutzes betrug etwa 670 ts, was rund 12,6 Prozent der Standardwasserverdrängung entsprach. Waren die Türme nur leicht gepanzert (13 mm an den Stirnseiten), so betrug die Dicke des Seitenpanzers 76 mm und die Dicke des Panzerdecks 25 mm (51 mm über der Ruderanlage und den Munitionsbereichen).

## Einsatzgeschichte
Nach ihrer Indienststellung gehörte die Phoebe zunächst der Home Fleet an und übernahm den Schutz von Truppentransporten. Im Februar 1941 stellte sie, gemeinsam mit dem Leichten Kreuzer Birmingham und dem Hilfskreuzer Cathay, die Eskorte für den Konvoi WS-6A, der von Großbritannien nach Freetown lief. Im Anschluss daran verlegte der Kreuzer Ende März 1941 über Kapstadt, Aden und Sues ins Mittelmeer zur 7th Cruiser Squadron.

### Mittelmeereinsatz 1941
Dort sicherte und unterstützte die Phoebe im April die Evakuierung von britischen und Commonwealth-Truppen aus Griechenland (Operation Demon) und evakuierte dabei unter anderem am 24. April, gemeinsam mit zwei Zerstörern, rund 2500 Soldaten aus Nafplio.
Im Mai 1941 nahm der Kreuzer an den Kämpfen um Kreta teil und rettete am 30. Mai alliierte Truppen aus Sfakia. Im Juni 1941 operierte die Phoebe vor der syrischen Küste gegen die dort stationierten Vichy-treuen französischen Streitkräfte (Operation Exporter). Die Suche nach Vichy-französischen Versorgungs- und Kriegsschiffen (unter anderem die Großzerstörer Guépard und Valmy) blieb allerdings erfolglos. Beim Vorstoß von Commonwealth-Truppen über den Litani leistete der Kreuzer Feuerunterstützung, beschoss dabei allerdings versehentlich am 9. Juni 1941 auch australische Truppen der 21. Brigade, wobei aber nur geringe Verluste entstanden.

### Einsätze vor Tobruk und die erste Torpedierung
Im Juli und August 1941 unternahm das Schiff, gemeinsam mit den Minenkreuzern Latona und Abdiel, mehrere Versorgungsfahrten von Alexandria nach Tobruk, das vom Deutschen Afrikakorps belagert wurde. Dabei wurde die Phoebe am 3. Juli vor Tobruk von dem italienischen U-Boot Malachite nur knapp mit einem Torpedo verfehlt. Am 27. August wurde der Kreuzer während einer neuerlichen Fahrt nach Tobruk nördlich von Sidi Barrani von italienischen Savoia-Marchetti SM.79-Torpedobombern attackiert und von einem Lufttorpedo an der Steuerbordseite, nahe dem vorderen Geschützturm, getroffen. Der Treffer kostete acht Besatzungsmitglieder das Leben und richtete erhebliche Schäden an. Nach einer Notreparatur in Alexandria verlegte die Phoebe im Oktober 1941 durch den Sueskanal und über Kapstadt nach New York. Dort wurde das Schiff auf der Marinewerft repariert. Erst im Juni 1942 war der Kreuzer wieder einsatzbereit.

### 1942: Die Torpedierung durchU 161
Nach der Reparatur verlegte die Phoebe wieder ins Mittelmeer und nahm im August 1942 an der Operation Pedestal teil. Bereits im September wurde das Schiff jedoch in den Atlantik kommandiert, um dort, gemeinsam mit dem Schwesterschiff Sirius, Konvois auf der Route zwischen Freetown und Südafrika zu sichern und nach aus Asien kommenden deutschen Blockadebrechern zu suchen. Dabei wurde der Kreuzer am Morgen des 23. Oktober 1942 auf dem Weg von Simon’s Town nach Freetown vor der Küste von Französisch-Äquatorialafrika, etwa sechs Seemeilen von Pointe-Noire entfernt, von dem deutschen U-Boot U 161 mit vier Torpedos angegriffen. Um 7:56 Uhr trafen zwei Torpedos die Phoebe auf der Backbordseite. Dadurch wurden 57 Besatzungsmitglieder sofort getötet und 59 verwundet.

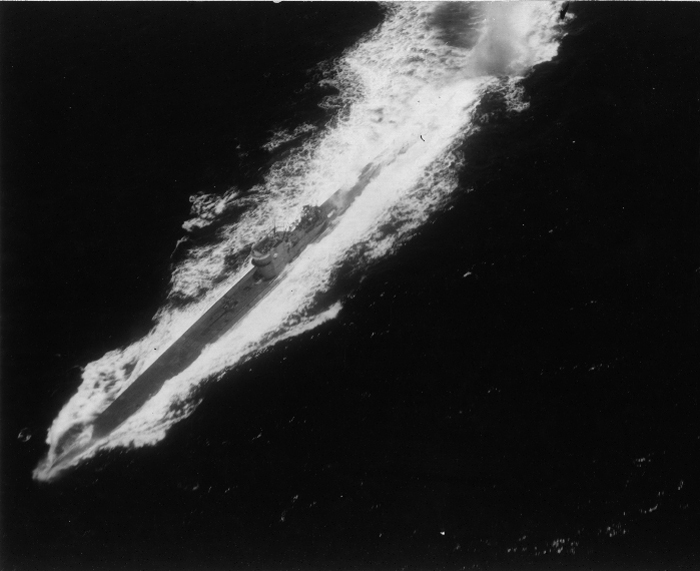
Luftaufnahme von U 161 (1943)

Die Geschütztürme auf dem Vorschiff wurden außer Gefecht gesetzt, zudem brachen drei von vier Kesseln und die Stromversorgung zusammen. Im Vorschiff klaffte ein 20 Meter langes und zehn Meter breites Loch und der Kreuzer bekam rasch Schlagseite. Mit nur noch einer funktionsfähigen Schraube und sechs Knoten Höchstfahrt versuchte das Schiff, in den Hafen zu gelangen. In dieser Situation hätte U 161 weitere Torpedotreffer anbringen können, wenn nicht die südafrikanische Korvette Protea aus Pointe-Noire ausgelaufen wäre und das U-Boot mit Wasserbomben abgedrängt hätte.
Der schwer beschädigte Kreuzer wurde von der Korvette in den Hafen eingebracht und dort im flachen Wasser auf Grund gesetzt. Die Schäden waren so schwer, dass zunächst eine zweimonatige Notreparatur notwendig war, durch die das Schiff wieder schwimmfähig gemacht wurde. Dann wurde es im Dezember 1942 nach New York verlegt, wo die Reparaturen auf der dortigen Marinewerft stattfanden. Während des achtwöchigen Aufenthaltes in Pointe-Noire starben drei weitere verwundete Besatzungsmitglieder infolge von Malaria. Erst im August 1943 war die Phoebe wieder voll einsatzbereit.

### Mittelmeereinsätze 1943/44
Anfang Oktober 1943 zur 15th Cruiser Squadron im Mittelmeer verlegt, nahm der Kreuzer im gleichen Monat an den Kämpfen im Dodekanes teil, beschoss unter anderem die Insel Kalymnos am 19. Oktober 1943 und transportierte Truppen nach Leros. Im November operierte das Schiff gegen deutsche Nachschubgeleite nahe der Insel Kos, wobei es am 13. November schweren Luftangriffen ausgesetzt war, die es aber unbeschadet überstand. Im Januar 1944 beteiligte sich die Phoebe an der Landung der Alliierten bei Anzio (Operation Shingle) und beschoss deutsche Küstenstellungen. Bis Mitte Februar blieb der Kreuzer zur Luftsicherung vor dem Brückenkopf. Im März wurde das Schiff nach Alexandria verlegt, wo leichtere Seeschäden behoben wurden. Da der Kreuzer zukünftig als Jägerleitschiff für Trägerflugzeuge bei der britischen Fernost-Flotte eingesetzt werden sollte, wurden Radaranlagen Typ 281, Typ 284 und Typ 285 installiert.

### Im Kampf gegen Japan 1944/45
Im Mai 1944 wurde die Phoebe nach Ceylon detachiert, wo sie ab Juni 1944 bei der 4th Cruiser Squadron (stationiert in Trincomalee) eingesetzt wurde. Dabei begleitete der Kreuzer unter anderem die britischen Flugzeugträger Illustrious und Victorious bei deren Vorstößen gegen Sabang auf Sumatra im Juli 1944. Im Oktober 1944 folgte ein Trägerangriff gegen die Nikobaren, und im November sicherte die Phoebe die anlaufenden Operationen gegen Arakan (Burma). Im Januar 1945 deckte das Schiff als Teil der (britischen) Task Force 61 die Landung indischer und britischer Truppen bei Akjab und auf der Insel Ramree (Operation Matador), wobei der Kreuzer selbst Mitte Januar 1945 Truppen von Chittagong nach Ramree transportierte.
Nach der Teilnahme an der Rückeroberung von Rangun (Operation Dracula) im Februar und März 1945 übernahm die Phoebe zusammen mit dem Schwesterschiff Royalist im April und Mai die Sicherung des 21. Geleitträger-Geschwaders, das aus den Geleitflugzeugträgern Hunter, Stalker, Emperor sowie Pursuer bestand und Angriffe gegen japanische Landziele in Burma flog. Von Mitte Mai bis Mitte Juni 1945 operierte der Kreuzer gegen vermutete japanische Evakuierungskonvois im Raum der Andamanen. Im September 1945, nach der Kapitulation Japans und dem Ende des Zweiten Weltkrieges, verlegte die Phoebe zurück nach Großbritannien.

### Nachkriegszeit
Nach einer Werftliegezeit in Chatham im Oktober und November 1945 wurde der Kreuzer 1947 ins Mittelmeer kommandiert. Er blieb dort bis 1951 als Führungsschiff der Zerstörerkräfte im Mittelmeer. Im März 1951 nach Großbritannien zurückgekehrt und in die Reserve versetzt, lag die Phoebe bis 1953 in Harwich als Stützpunktschiff des Kommandanten der dortigen Reservekräfte. 1956 wurde der Kreuzer endgültig außer Dienst gestellt, an BISCO Ltd. verkauft und ab dem 1. August 1956 in Blyth abgewrackt.